# Zündapp Janus
Zündapp Janus – mikrosamochód produkowany przez niemiecką firmę Zündapp w latach 1957-1958. Do napędu użyto silnika o pojemności 247 cm³. Moc przenoszona była na oś tylną poprzez 4-biegową manualną skrzynię biegów. Wyprodukowano 6902 egzemplarze modelu.
Był to jedyny samochód firmy Zündapp, znanej z produkcji motocykli, a zaprojektowany był przez konstruktora lotniczego Claudiusa Dorniera (jego prototypem był Dornier Delta). Osobliwością konstrukcji samochodu było to, że jego przednia i tylna ściana stanowiły drzwi i wyglądały tak samo (z wyjątkiem oświetlenia), silnik umieszczony był centralnie, a kierowca i trzech pasażerów siedzieli na dwóch kanapach, umieszczonych tyłem do siebie (druga – tyłem do kierunku jazdy). Do takiej konstrukcji samochodu nawiązywała jego nazwa, pochodząca od boga Janusa o dwóch twarzach. Samochód źle się prowadził z uwagi na rozłożenia środka ciężkości zależne od pasażerów i nie odniósł sukcesu rynkowego, wobec czego w następnym roku po debiucie zaprzestano jego produkcji.

## Dane techniczne

### Silnik
- Jednocylindrowy silnik dwusuwowy 0,2 l (247 cm³)
- Układ zasilania: gaźnik
- Średnica cylindra × skok tłoka: 67,00 mm × 70,00 mm
- Stopień sprężania: 6,8:1
- Moc maksymalna: 14 KM (10 kW) przy 5000 obr./min
- Maksymalny moment obrotowy: 21 N•m
- Prędkość maksymalna: 80 km/h

## Galeria

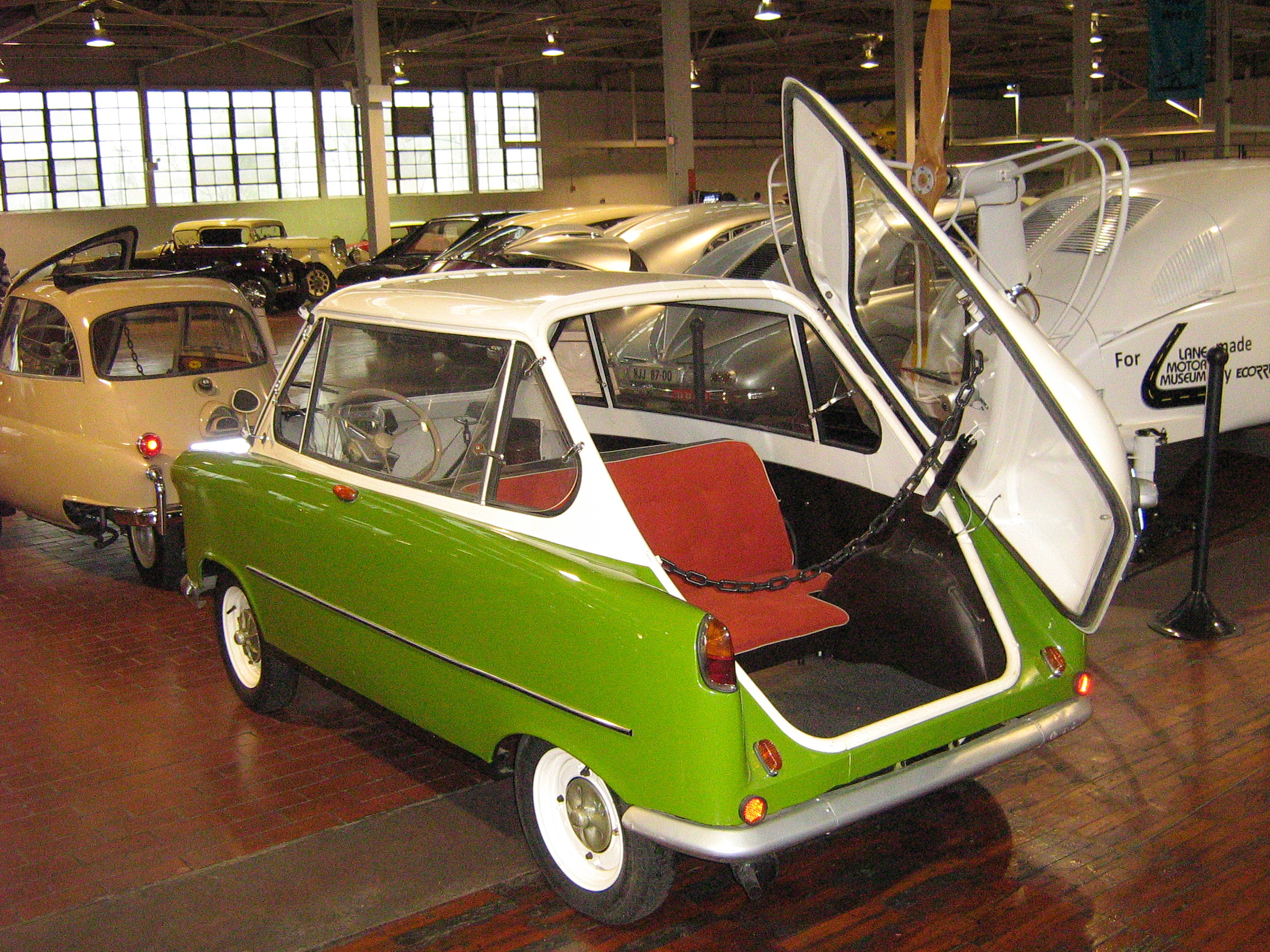
Zündapp Janus
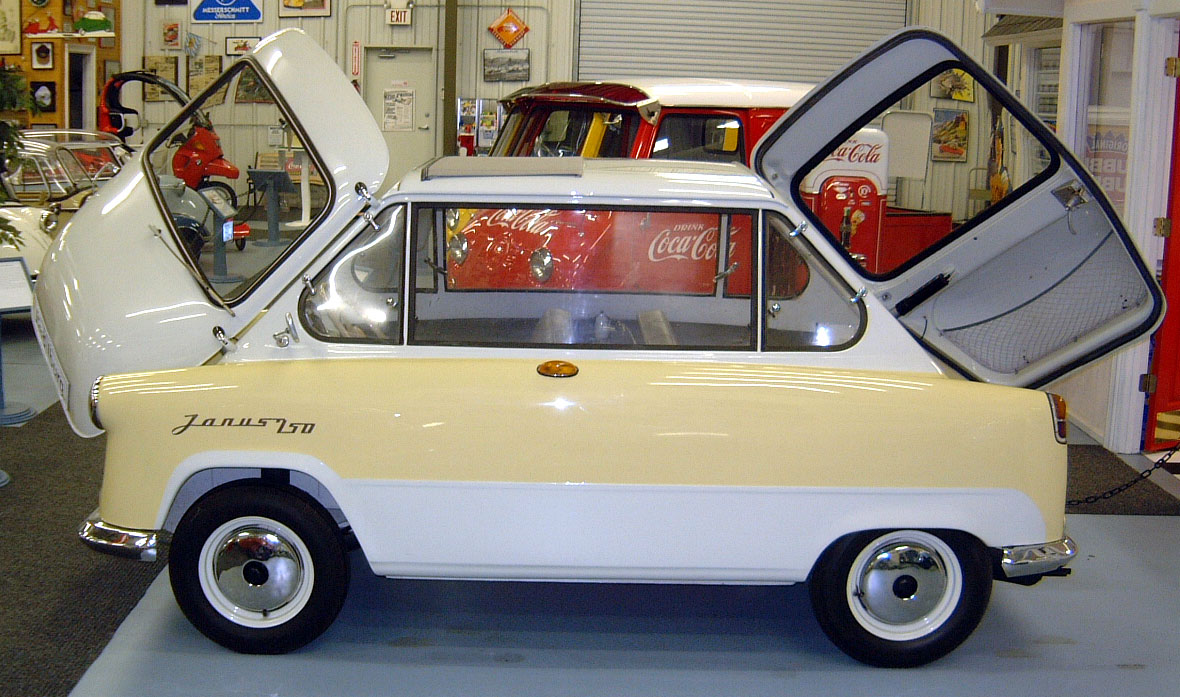
Zündapp Janus z otwartymi drzwiami na obu końcach
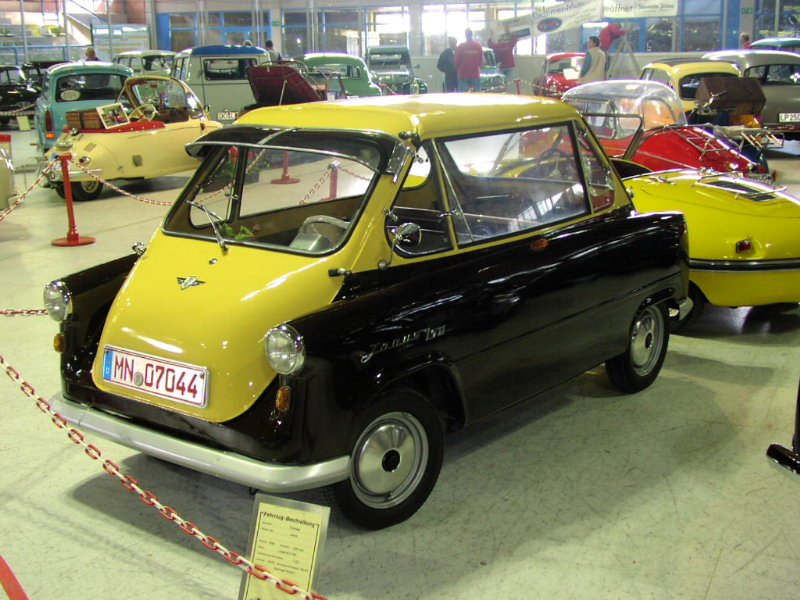
Zündapp Janus
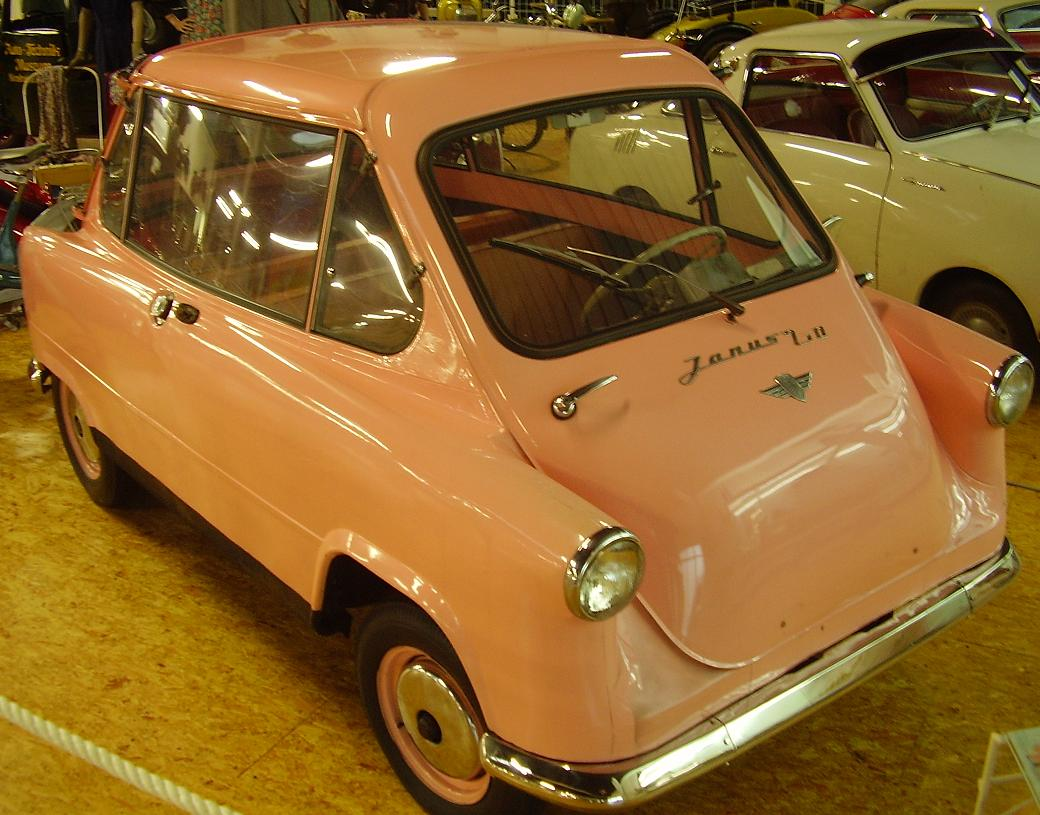
Zündapp Janus
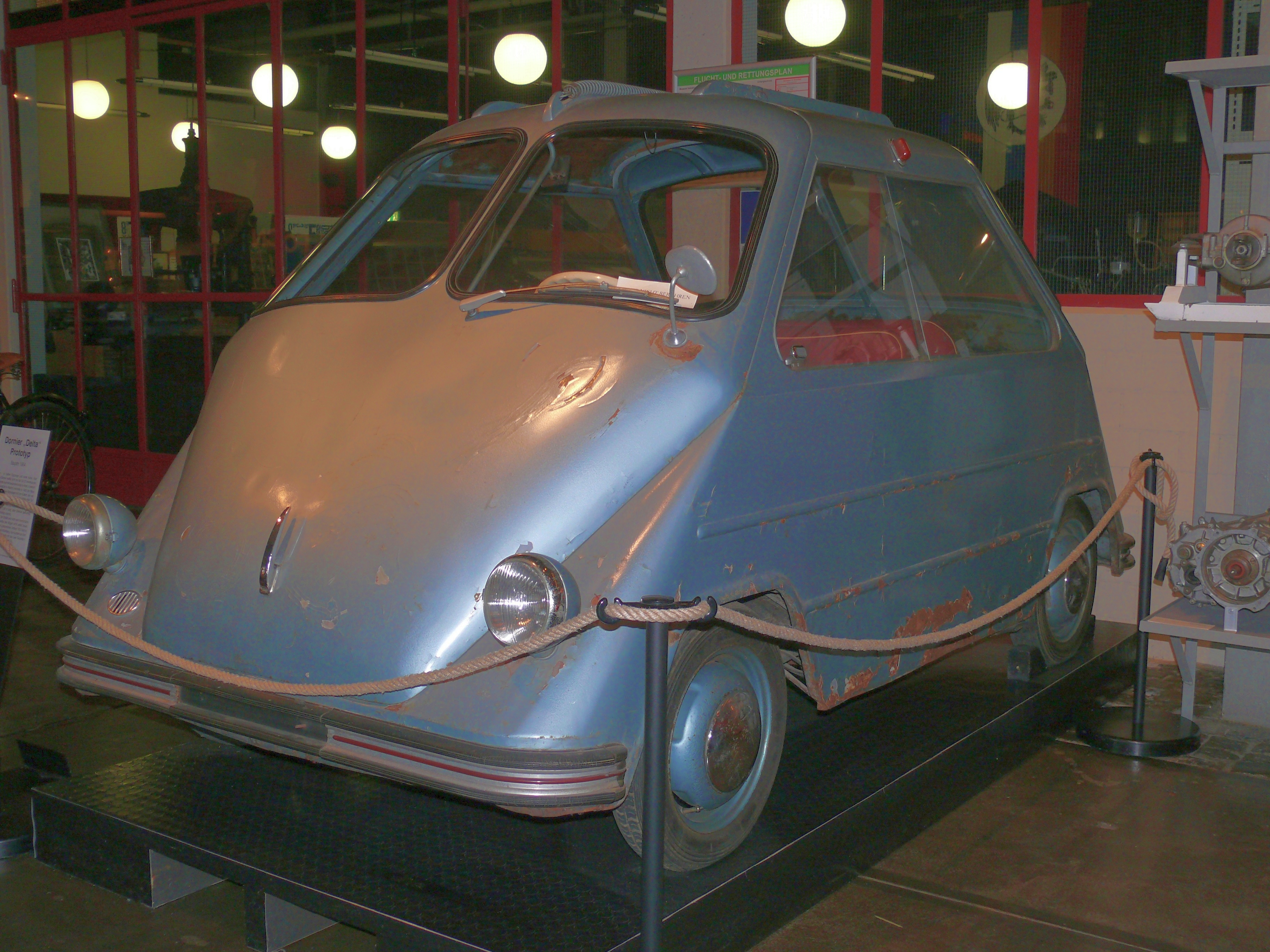
Prototyp Dornier Delta